# Sabine Thümmler

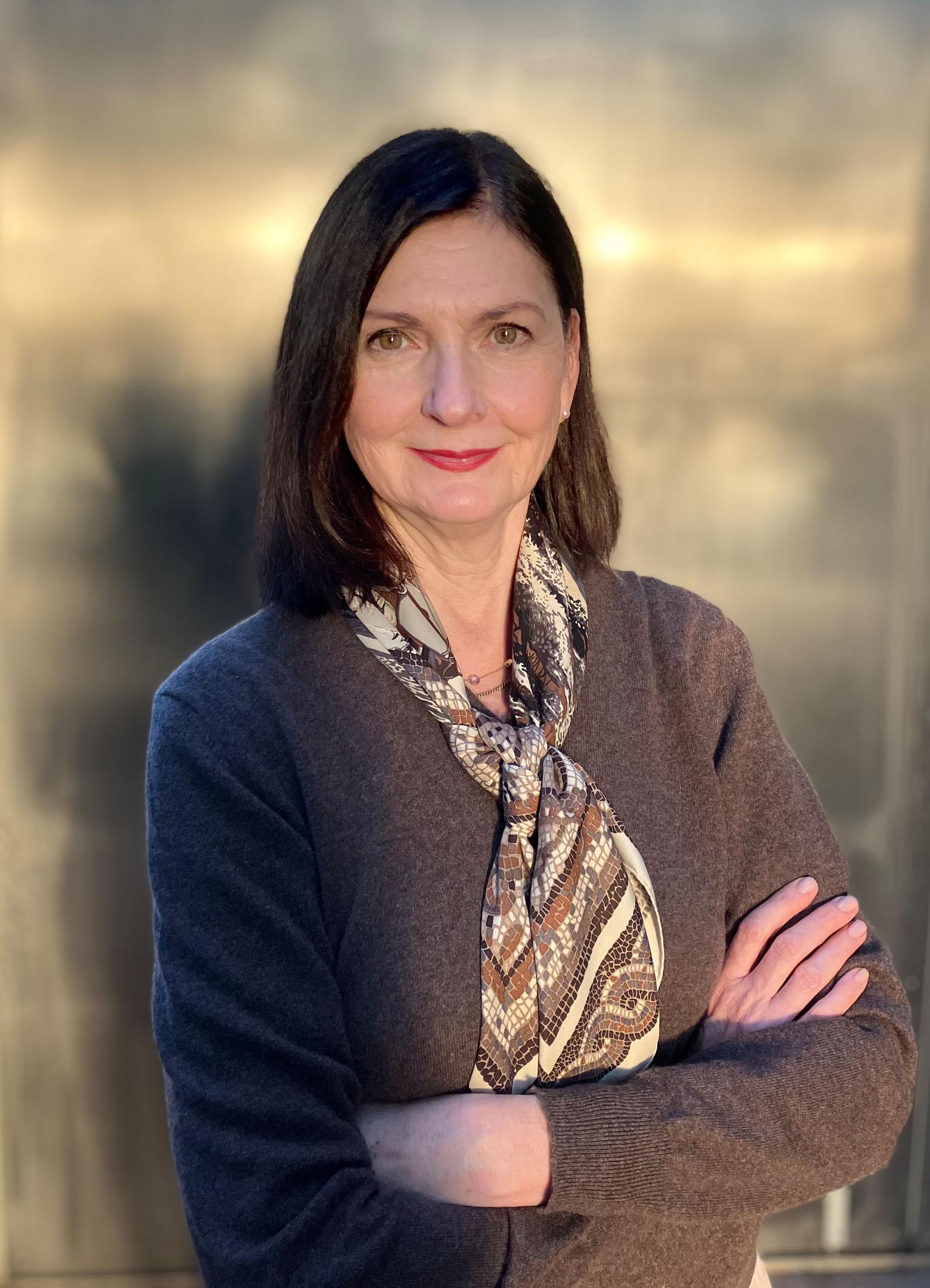
Sabine Thümmler, 2024

Sabine Thümmler (* 12. Juli 1956 in Fulda) ist eine deutsche Kunsthistorikerin. Von 2010 bis 2022 war sie die Direktorin des Kunstgewerbemuseums Berlin.

## Leben
Sabine Thümmler studierte Kunstgeschichte, Klassische Archäologie und Ethnologie an der Rheinischen Friedrich-Wilhelms-Universität in Bonn. 1988 wurde sie mit der Arbeit Die Entwicklung des vegetabilen Ornaments in Deutschland vor dem Jugendstil bei Justus Müller Hofstede in Bonn promoviert.
Neben dem Studium gehörte sie von 1981 bis 1984 zur Gruppe von interdisziplinär arbeitenden Frauen um Marianne Pitzen, die das Frauenmuseum in Bonn gründeten und stellte auf den Ausstellungen in diesen Jahren eigene Werke aus. 1986 hospitierte sie in der Kostümabteilung der Bühnen der Stadt Bonn und wurde im selben Jahr noch als Kostümassistentin beim Schauspiel Bonn angestellt.
1990 wechselte sie in den Museumsbereich und wurde wissenschaftliche Mitarbeiterin des Deutschen Tapetenmuseums in Kassel, dessen Leitung sie 1991 zunächst kommissarisch übernahm. Als das Museum 1993 in die Trägerschaft des Landes Hessen überging, wurde sie als Leiterin des Museums bestätigt und betreute die Überführung des Sammlungsbestandes in die Obhut der Staatlichen Kunstsammlungen Kassel. Sie konzipierte und kuratierte Ausstellungen wie Bauhaustapete. Reklame und Erfolg einer Marke (1995, zusammen mit der Stiftung Bauhaus Dessau und der Tapetenfabrik Gebr. Rasch), Der Tapetenfabrikant Johann Christian Arnold (1758–1842) (1998) oder Tapeten der Biedermeierzeit (1999).
2004 übernahm sie zudem die Sammlung Kunsthandwerk und Plastik und ab 2006 die Sammlungsabteilung Angewandte Kunst, zu der die Schlösser Löwenburg und Wilhelmsthal zählten. In ihre Amtszeit fiel die Projektbetreuung der Umbaumaßnahmen des Ballhauses sowie die Neukonzeption der Raumpräsentationen im Weißensteinflügel des Schlosses Wilhelmshöhe. Von 2007 bis 2010 hatte Thümmler Lehraufträge an der Universität Kassel zur Geschichte des Designs.
2010 wurde Thümmler zur Direktorin des Kunstgewerbemuseums der Staatlichen Museen zu Berlin berufen. In dieser Funktion leitete sie den Umbau und die Neukonzeption der ständigen Ausstellung, die 2014 nach dreijähriger Schließung wiedereröffnet wurde. In Berlin kuratierte sie Ausstellungen zur Designgeschichte wie etwa form follows flowers (2017) und Stühle! Dieckmann! (2021).
Thümmlers Forschungsschwerpunkte sind historische Tapeten, europäische Raumgestaltung und Design der Klassischen Moderne.

## Schriften (Auswahl)
- Die Geschichte der Tapete. Raumkunst aus Papier. Eurasburg 1998.
- Der Tapetenfabrikant Johann Christian Arnold (1758–1842). Tapeten der Biedermeierzeit. Kassel 1998.
- „Die Möbelentwürfe von Heinrich Christoph Jussow“. In: Heinrich Christoph Jussow (1754–1825). Architekt. Katalog der Zeichnungen aus dem Besitz der Staatlichen Museen Kassel, der Verwaltung der Staatlichen Schlösser und Gärten Hessen, Bad Homburg v. d. H. und der Stiftung Schlösser und Gärten Berlin-Brandenburg, Potsdam. Hrsg. von Hans Ottomeyer. CD-Rom. Kassel 1999.
- Tapetenkunst. Französische Raumgestaltung und Innendekoration von 1730–1960. Sammlung Bernard Poteau. Wolfratshausen 2000.
- Vom Theaterbau zum Tanzsaal. Die Geschichte des Ballhauses am Schloß Wilhelmshöhe. Kassel 2004.
- Goldrausch. Die Pracht der Goldledertapeten. München 2006.
- Hrsg. mit Angela Bösl: Form follows flowers. Moritz Meurer, Karl Blossfeld & Co. Berlin 2017.
- Immer modern. Designklassiker von 1825 bis 1985 aus den Beständen des Kunstgewerbemuseums Berlin. Dresden 2017.
- „Die Mode der Königin. Empirekleidung in der Residenzstadt Kassel“. In: Jörg Ebeling, Guillaume Nicoud und Thorsten Smidt (Hrsg.): Jérôme Napoléon – und die Kunst und Kultur im Königreich Westphalen / et l’art et la culture dans le Royaume de Westphalie. Kolloquiumsakten und Archive / Colloque et recueil d’archives, Heidelberg: arthistoricum.net, 2021 (Passages online, Band 6), S. 95–114.
- Hrsg. mit Lothar Lambacher: Details! 100 Lieblingswerke im Kunstgewerbemuseum. Dresden 2018.
- Hrsg. mit Manon Bursian, Dieter Hofmann, Ingolf Kern, Benjamin Sander: Stühle! Dieckmann! Der vergessene Bauhäusler Erich Dieckmann. Halle (Saale) 2022.